# 1560 no Brasil
Esta é uma cronologia dos fatos acontecimentos de ano 1560 no Brasil.

## Eventos
- Em andamento (1558-1572): Mem de Sá como governador-geral do Brasil.
- 16 de março: Mem de Sá desaloja os franceses da Ilha de Villegaignon, na baía de Guanabara, conquistando e destruindo o Forte Coligny.[1]